# Corriendo para ganar
Corriendo para ganar es el quinto álbum de estudio de Funky y el séptimo de sus producciones. Incluye los instrumentales de seis de sus temas y contó con la colaboración de Álex Campos, los salseros Tony Vega y Domingo Quiñones, y la participación de Quest con el tema «Siento tu Presencia». Este álbum fue nominado a "Mejor álbum urbano" en los Premios Arpa 2007.
Acompañando al disco compacto, Funkytown y Grupo CanZion lanzan el DVD La historia detrás de la música, que presenta más de ocho video clips de Funky, entre ellos, el primer sencillo del álbum, «Me estás matando», filmado bajo la dirección de Boris Dedenev y producido Arturo Allen, además de una entrevista que permite apreciar otras facetas de la vida del cantante, como aspectos personales y familiares.

## Lista de canciones
| N.º | Título                                | Escritor(es)                   | Productor(es)        | Duración |  |
| 1.  | «Intro»                               | Luis Marrero                   | DJ Pablo, Funky      | 1:48     |  |
| 2.  | «Síguelo»                             | Luis Marrero                   | DJ Pablo, Funky      | 3:26     |  |
| 3.  | «Decídete»                            | Luis Marrero                   | DJ Pablo, Funky      | 4:05     |  |
| 4.  | «No Vuelvo Pa'trás» (con Álex Campos) | Luis Marrero, Álex Campos      | DJ Pablo, Funky      | 3:32     |  |
| 5.  | «Ayúdame» (con Domingo Quiñones)      | Luis Marrero, Domingo Quiñones | DJ Pablo, Funky      | 4:10     |  |
| 6.  | «D.U.R.O.»                            | Luis Marrero                   | DJ Pablo, Funky      | 2:43     |  |
| 7.  | «Me Estás Matando»                    | Luis Marrero                   | DJ Pablo, Funky      | 4:27     |  |
| 8.  | «Cuestión de Fe» (con Tony Vega)      | Luis Marrero, Omar Alfanno     | DJ Pablo, Funky      | 3:46     |  |
| 9.  | «Cuidado»                             | Luis Marrero                   | DJ Pablo, Funky      | 4:14     |  |
| 10. | «Tu Hijo Se Muere»                    | Luis Lozada                    | DJ Pablo, Funky      | 4:43     |  |
| 11. | «Súbelo (Snap Remix)» (con Sammy)     | Luis Marrero                   | DJ Pablo, Funky      | 3:31     |  |
| 12. | «Seguimos activao»                    | Luis Marrero                   | DJ Pablo, Funky      | 3:30     |  |
| 13. | «Siento Tu Presencia» (Quest)         | Orlando Méndez                 | Lui, DJ Pablo, Funky | 3:34     |  |
| 14. | «Outro»                               | Luis Marrero                   | DJ Pablo, Funky      | 2:59     |  |
| 15. | «Decídete (Instrumental)»             |                                | DJ Pablo, Funky      | 4:06     |  |
| 16. | «No Vuelvo Pa'trás (Instrumental)»    |                                | DJ Pablo, Funky      | 3:33     |  |
| 17. | «D.U.R.O. (Instrumental)»             |                                | DJ Pablo, Funky      | 2:44     |  |
| 18. | «Cuidado (Instrumental)»              |                                | DJ Pablo, Funky      | 4:17     |  |
| 19. | «Tu Hijo Se Muere (Instrumental)»     |                                | DJ Pablo, Funky      | 4:44     |  |
| 20. | «Siento Tu Presencia (Instrumental)»  |                                | Lui, DJ Pablo, Funky | 3:35     |  |

## Remezclas
| N.º | Título                                     | Escritor(es) | Productor(es) | Duración |  |
| 1.  | «Me Estás Matando (Versión Marca de Vida)» | Luis Marrero | Funky         | 3:43     |  |

## DVD: La Historia detrás de la Música
1. Me estás matando
2. No vuelvo pa' atrás
3. Síguelo
4. Lo que traigo es Flow (Nueva versión)
5. Los Vencedores
6. Mi Maestro
7. Desde Funkytown
8. Entrevista